# Atlas Fitopatológico
Un Atlas Fitopatológico es una recolección referencial de las especies vegetales cultivadas y nativas explotadas de una determinada región geográfica o país de las enfermedades que las afectan. Debe poseer una descripción detallada de cada una de las enfermedades, nombres científicos de los patógenos con la correspondiente sinonimia, información patométrica, su preponderancia, su supervivencia y características principales, etc.

## Características
El Atlas Fitopatológico de Argentina, ideado por los Ings. Agrónomos S.F. Nome y D.M. Docampo del IFFIVE - INTA y desarrollado inicialmente por TeraCode BA S.A. para el INTA y posteriormente reorganizado con tecnologías más modernas por el grupo de sistemas de la Red Informática Agropecuaria de INTA (RIAN. El Atlas es un sistema web que presenta de forma gráfica las enfermedades de las especies cultivadas y nativas explotadas de Argentina. Para cada una de éstas, el investigador, ingeniero agrónomo o público en general, puede obtener información sobre la distribución de la enfermedad en el país, sus principales características, formas de control y bibliografía relacionada. Toda la documentación presentada tiene respaldo bibliográfico o de documentación de una Institución oficial y es ingresada por Fitopatólogos de distintas Instituciones del país. Todo en un marco geográfico e interrelacionado. Actualmente está configurado como publicación periódica trimestral con ISSN 1851-8974 y Registro de Propiedad Intelectual 677939. 
Sus Editores responsables son:
Ing. Agr. (Mg.Sc.) Sergio Fernando Nome Huespe, 
Ing. Agr. (Mg.Sc.) Delia Manuela Docampo, 
Ing. Agr. Dr. Luis Rogelio Conci. 
Propietario: Instituto Nacional de Tecnología Agropecuaria (INTA). 
Domicilio legal: Rivadavia 1439 (1033) Ciudad Autónoma de Buenos Aires. 
Revista en línea de aparición trimestral.